# Politiken (Aristoteles)
Politiken är ett politiskt verk skrivet av Aristoteles, sannolikt mellan åren 330-323 f.Kr.

Det består av åtta böcker, vilket dock förmodligen är en senare indelning. Verket finns inte kvar i originalform utan finns idag endast kvar utifrån avskrivningar, och är förmodligen inte heller fullständigt, vilket kan noteras bl.a. genom löften om att vissa frågor skall avhandlas senare, vilket inte sker. I Politiken diskuterar Aristoteles frågor såsom egendom och rätt, människan, mannen, kvinnan, barn och slavar samt olika befintliga statsskick och hans egen ideala stat, allt sett utifrån Aristoteles eget perspektiv i Aten på 300-talet f.Kr. Till skillnad från Platons drömmande utopi Staten, utgår Aristoteles från samhället och vad som faktiskt är möjligt, och verket har fått stort inflytande på senare västerländsk politisk diskussion.